# Алекси Андов
Алекси Стоянов Андов е български революционер, войвода на Вътрешната македоно-одринска революционна организация.

## Биография
Алекси Андов е роден в 1879 година във велешкото село Скачинци, тогава в Османската империя. Присъединява се към ВМОРО и и първоначално е десетар, по-късно четник в скачинската милиция, а след това войвода на местната селска чета. С четата си се сражава в голямото сражение при Никодин на 4 април 1907 година, в което загиват 40 милиционери. Преследван е и малтретиран от властите.
На 22 април 1943 година, като жител на Скачинци, подава молба за българска народна пенсия, която е одобрена и пенсията е отпусната от Министерския съвет на Царство България.